# Espata (arma)

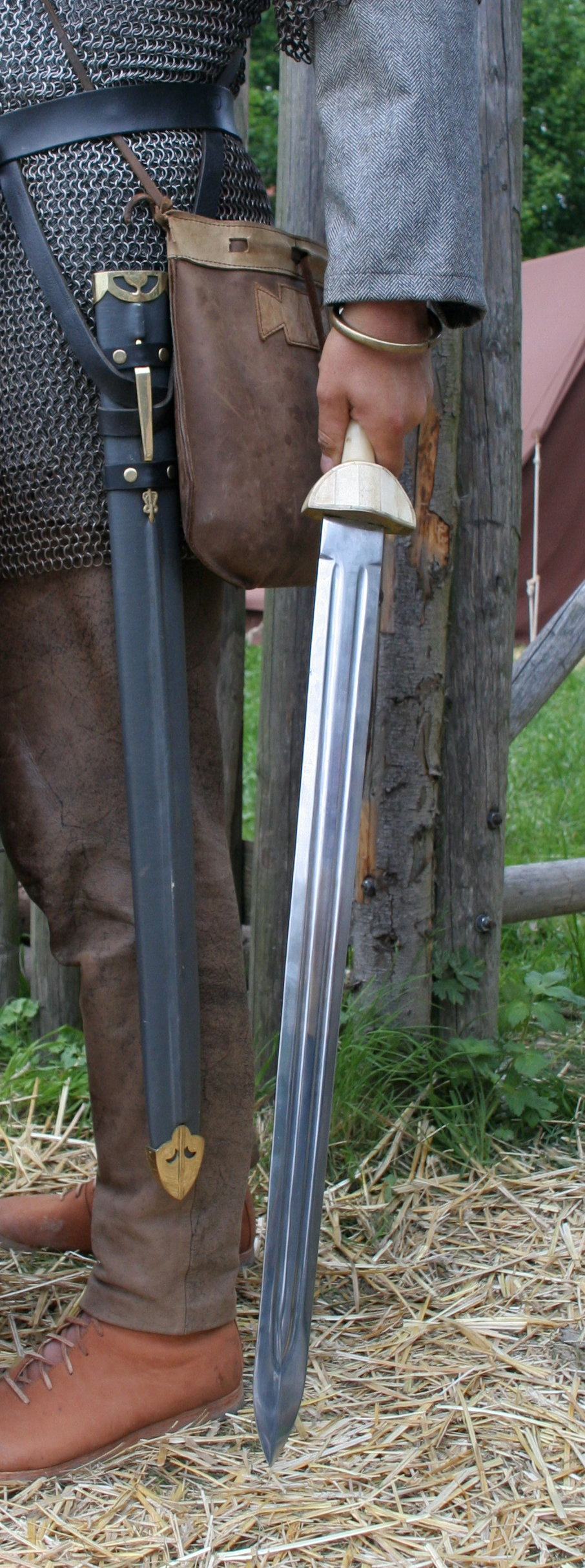
Réplica moderna de antiga espata do Império Romano

Espata era um tipo de arma romana com lâmina de gumes rectos, medindo entre 0,5 e 1 m, com um punho de comprimento entre 18 e 20 cm, em uso nos territórios do Império Romano durante os séculos I a VI EC. Espadas mais recentes, dos séculos VII a X, como as espadas víquingues, são derivadas reconhecidas e algumas vezes são também chamadas de espata.
A espata romana era usada em guerra e em lutas de gladiadores. Da literatura aparece no Império Romano no século I como arma usada presumivelmente por auxiliares celtas e gradualmente se tornou a arma padrão da infantaria pesada, substituindo o gládio nas linhas do fronte, dando à infantaria mais alcance quando estocando. Enquanto as versões da infantaria tinham uma ponta alongada, as versões carregadas pela cavalaria possuíam uma ponta arredondada para evitar espetar acidentalmente o pé do próprio cavaleiro ou o cavalo.
Muitos exemplares da espata foram encontradas na Bretanha e Alemanha. Foi usada extensivamente por guerreiros germânicos. Não está claro se ele veio do gládio de Pompeia ou as espadas célticas, mais longas, ou se ele serviu de modelo para as várias espadas de cavaleiros e espadas de víquingues da Europa. A espata continuou popular durante o Período de Migração. Ela evoluiu para a espada de cavalaria da Alta Idade Média no século XII.

## Etimologia
A palavra vem do latim spatha, que deriva do grego σπάθη (spáthē), significando "qualquer lâmina larga, de madeira ou metal", mas também "lâmina larga de espada". A palavra grega σπάθη foi usada no período arcaico médio para vários tipos de espadas da Idade do Ferro. A palavra não aparece no grego homérico, mas é mencionada nos trabalhos de Alceu de Mitilene (século VI a.C.) e Teofrasto (século IV a.C.).
É provável que a espata fosse a romanização da palavra grega dórica σπάθα (spáthā). A palavra sobreviveu no grego moderno como σπάθη e σπαθί. A palavra latina deu origem ao francês épée, ao espanhol ocitano regional espasa, ao português e espanhol espada, italiano spada, romeno spadă e albanês shpata, todos eles significando "espada". A palavra inglesa spatula vem do latim spat(h)ula, diminutivo de spatha. O termo inglês spade vem do ingles antigo spadu ou spædu, é o cognato do alemão, derivado do alemão comum *spadō, vindo ultimamente do proto-indo-eropeu sph2-dh-.

## Uso
Durante as Guerras Gálicas, mercenários celtas introduziram a espata ao exército romano. A espata era uma arma usada pelos cavaleiros, enquanto os auxiliares e legionários usavam o gládio. Por fim, a infantaria romana iria adotar a espata no século II. A espata era uma espada bastante versátil, e sofreu muitas mudanças desde sua origem na Gália até o seu uso pelos exércitos romanos. A lâmina tinha de 60 a 75 cm de comprimento.